# Home Nations Championship 1896
L'Home Nations Championship 1896 (in gallese Pencampwriaeth Rygbi'r Pedair Gwlad 1896) fu la 14ª edizione del torneo annuale di rugby a 15 tra le squadre nazionali di Galles, Inghilterra, Irlanda e Scozia.
Si trattò del primo torneo tenutosi dopo la scissione dei club dell'Inghilterra settentrionale che avevano dato vita alla Northern Rugby Football Union, che in seguito sarebbe divenuta nota come Rugby League, per questioni di rimborsi e compensi ai giocatori che la Rugby Football Union non intendeva neppure discutere.
Il torneo fu vinto dall'Irlanda, al suo secondo successo a due anni di distanza dal primo assoluto; la formazione in maglia verde mancò il Triple Crown a causa di un pari interno 0-0 contro la Scozia, ma le altre due vittorie bastarono per assicurarsi la vittoria in solitaria.
Calcutta Cup tra Scozia e Inghilterra eccezionalmente tenutasi a Glasgow invece che a Edimburgo, nel vecchii Hampden Park, notoriamente dedito al calcio.
Il valore delle marcature, come stabilito dall’IRFB nel 1893, era: 3 punti per ciascuna meta (5 se trasformata), 3 punti per la realizzazione di ciascun calcio piazzato, 4 punti per la realizzazione di ciascun drop o mark.

## Nazionali partecipanti e sedi
| Squadra     | Città        | Impianto interno            |
| ----------- | ------------ | --------------------------- |
| Galles      | Cardiff      | Arms Park                   |
| Inghilterra | Leeds Londra | Meanwood Road Rectory Field |
| Irlanda     | Dublino      | Lansdowne Road              |
| Scozia      | Glasgow      | Old Hampden Park            |

## Risultati
| Arbitro: | Graham Findlay |

|                                             |    |  |
| Cattell (2) Fookes (2) Mitchell Morfitt (2) | mt |  |
| Taylor Valentine                            | tr |  |

| Arbitro: | George Harnett |

|                |    |  |
| Bowen A. Gould | mt |  |

| Arbitro: | Graham Findlay |

|       |      |                 |
|       | mt   | Sealy Stevenson |
|       | tr   | Bulger (2)      |
| Byrne | drop |                 |

| Dublino 15 febbraio 1896 | Irlanda      | 0 – 0 referto | Scozia | Lansdowne Road\| Arbitro: \| Edgar Holmes \| |
| Arbitro:                 | Edgar Holmes |               |        |                                              |

| Arbitro: | Edgar Holmes |

|                |      |          |
| Crean J. Lytle | mt   |          |
| Bulger         | tr   |          |
|                | drop | A. Gould |

| Arbitro: | Billy Douglas |

|                      |    |  |
| Fleming Gedge Gowans | mt |  |
| Scott                | tr |  |

## Classifica
| Pos | Squadra     | G | V | N | P | PF | PS | DP  | Pt |
| --- | ----------- | - | - | - | - | -- | -- | --- | -- |
| 1   | Irlanda     | 3 | 2 | 1 | 0 | 18 | 8  | +10 | 5  |
| 2   | Scozia      | 3 | 1 | 1 | 1 | 11 | 6  | +5  | 3  |
| 3   | Inghilterra | 3 | 1 | 0 | 2 | 29 | 21 | +8  | 2  |
| 4   | Galles      | 3 | 1 | 0 | 2 | 10 | 33 | −23 | 2  |